# 申海德
申海德（德語：Schönheide）是德国萨克森州的市镇，隶属于厄尔士山县。总面积为28.15平方千米，截至2023年12月31日总人口为4,186人。